# Карел Буркерт
Карел Буркерт (чеськ. Karel Burkert, нар. 1 грудня 1909, Уйпешт, Австро-Угорщина — пом. 26 березня 1991, Брно, Чехословаччина) — чехословацький футболіст, воротар.

## Із біографії
Народився 1 грудня 1909 у Будапешті. Першими клубами були «Олімпія» (Брно) і «Батя» (Злін). Своєю грою привернув увагу представників тренерського штабу клуба «Левскі», до складу якого приєднався  у 1933 році. Всього, за команду із столиці Болгарії, провів сім матчів у чемпіонаті і більше двадцяти товариських поєдинків. 
1 квітня 1934 року брав участь у матчі збірної Болгарії з футболістами Югославії. У Белграді команда гостей перемогла з рахунком 3:2. Це був другий випадок, коли за болгарську збірну грав іноземець. До речі, першим був колишній одесит Фрідріх Клют. За тогочасними правилами, без громадянства, було можливо виступати за національні збірні лише у товариських матчах. Але з швидким його отриманням виникли проблеми, і тому 25-річний спортсмен повернувся до Чехословаччини.
Клуб «Жиденіце» запропонував йому вигідний контракт. За команду з міста Брно виступав до 1940 року. Двічі був бронзовим призером національного чемпіонату. Всього у лізі провів 105 матчів. Брав участь у двох розіграшах кубка Мітропи. У 1941 році перейшов до клубу другого дивізіону «Боровина» (Тршебич). За цю команду виступав до 1946 року.
За збірну Чехословаччини дебютував 14 жовтня 1934 року. В Женеві чехословацькі футболісти зіграли внічию зі збірною Швейцарії (2:2). Відіграв другий тайм зустрічі. На чемпіонат світу 1938 поїхав резервним воротарем. У першому чвертьфінальному матчі з бразильцями була зафіксована нічия. А основний голкіпер команди, Франтішек Планічка, отримав тяжку травму. Карел Буркерт вийшов на поле у повторному поєдинку. Всього за збірну Чехословаччини провів п'ять матчів.
12 листопада 1939 року свій єдиний офіційний матч провела збірна Богемії і Моравії.  У Бреслау вона зіграла внічию зі збірною Німеччини (4:4). Три м'ячі у ворота Буркерта забив легендарний форвард «Рапіда» Франц Біндер.

## Досягнення
- Бронзовий призер чемпіонату Чехословаччини (2): 1935, 1938

## Статистика виступів за національні збірні
| № | Дата       | Місто   | Команда           | Рахунок | Суперник  |
| - | ---------- | ------- | ----------------- | ------- | --------- |
| 1 | 01.04.1934 | Белград | Болгарія          | 3 : 2   | Югославія |
| 2 | 14.10.1934 | Женева  | Чехословаччина    | 2 : 2   | Швейцарія |
| 3 | 14.06.1938 | Бордо   | Чехословаччина    | 1 : 2   | Бразилія  |
| 4 | 07.08.1934 | Сульна  | Чехословаччина    | 6 : 2   | Швеція    |
| 5 | 28.08.1938 | Загреб  | Чехословаччина    | 3 : 1   | Югославія |
| 6 | 04.12.1938 | Прага   | Чехословаччина    | 6 : 2   | Румунія   |
| 7 | 12.11.1939 | Бреслау | Богемія і Моравія | 4 : 4   | Німеччина |